# Heimatmuseum Bezau

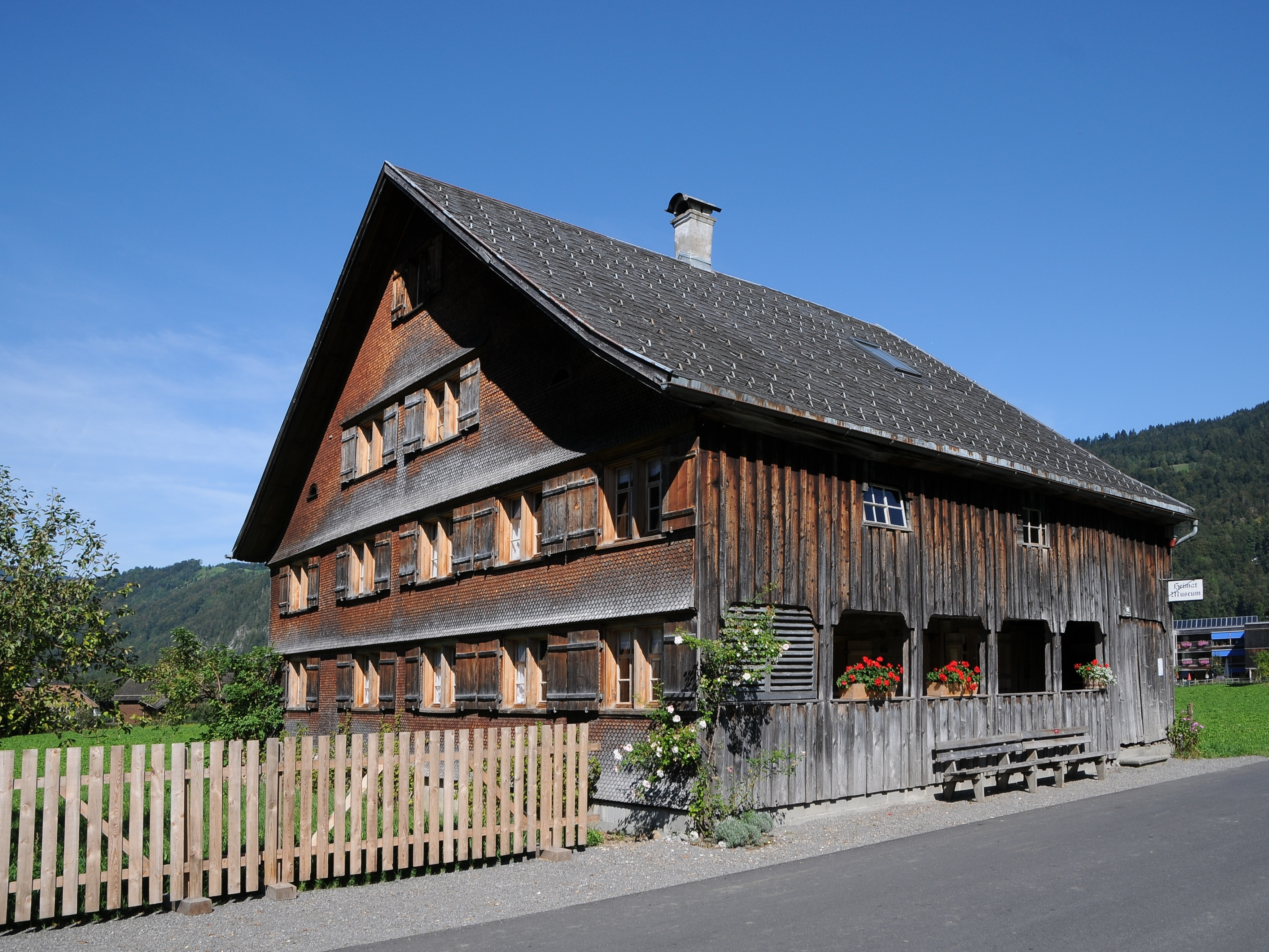
Heimatmuseum Bezau

Das Heimatmuseum Bezau ist ein ehemaliger Bregenzerwälder Bauernhof aus dem 18. Jahrhundert. Er steht im Ortsteil Ellenbogen 181 der Gemeinde Bezau im Vorarlberger Bezirk Bregenz. Das Haus steht unter Denkmalschutz (Listeneintrag).

## Architektur und Ausstattung
Der typische Bauernhof des Hinteren Bregenzerwaldes aus dem 18. Jahrhundert ist ein zweigeschoßiger holzverschindelter Blockbau mit zwei Stockwerken und Giebelgeschoß. Durch den traufseitig gelegenen Schopf gelangt man in die Küche mit offener Feuerstelle und Senngelegenheit. Daneben befindet sich die Wohnstube mit einem Lehmofen. Westlich an die Stube grenzt das „Gado“, das Schlafzimmer der Eltern.
2024 wurde das Museum durch einen innovativen Holzbau erweitert.

## Museum
Das Museum beherbergt neben den original ausgestatteten Räumen eine Sammlung volkskundlicher und sakraler Objekte. Weiters gibt es eine Galerie bedeutender Bregenzerwälder.